# Anolis inderenae
Espèce
Synonymes
- Phenacosaurus inderenae Rueda & Hernández-Camacho, 1988
- Dactyloa inderenae (Rueda & Hernández-Camacho, 1988)

Anolis inderenae est une espèce de sauriens de la famille des Dactyloidae. 

## Répartition
Cette espèce est endémique de Colombie. Elle se rencontre dans la Cordillère Orientale.

## Publication originale
- Rueda & Hernández-Camacho, 1988 : Phenacosaurus inderenae (Sauria: Iguanidae), nueva especie gigante, proveniente de la Cordillera Oriental de Colombia. Trianea (Acta Cientifica y Tecnológica INDERENA), vol. 2, p. 339-350.